# Municipio de Middle River
El municipio de Middle River (en inglés: Middle River Township) es un municipio ubicado en el condado de Marshall en el estado estadounidense de Minnesota. En el año 2010 tenía una población de 78 habitantes y una densidad poblacional de 0,85 personas por km².

## Geografía
El municipio de Middle River se encuentra ubicado en las coordenadas 48°19′33″N 96°49′38″O / 48.32583, -96.82722. Según la Oficina del Censo de los Estados Unidos, el municipio tiene una superficie total de 91.39 km², de la cual 91,39 km² corresponden a tierra firme y (0 %) 0 km² es agua.

## Demografía
Según el censo de 2010, había 78 personas residiendo en el municipio de Middle River. La densidad de población era de 0,85 hab./km². De los 78 habitantes, el municipio de Middle River estaba compuesto por el 100 % blancos. Del total de la población el 0 % eran hispanos o latinos de cualquier raza.